# Elze
Elze là một thị xã ở huyện Hildesheim, bang Niedersachsen, Đức. Đô thị này có diện tích 47,71 km². Đô thị này tọa lạc bên sông Leine, cự ly khoảng 15 km (9 mi) về phía tây của Hildesheim. Đô thị Elze also bao gồm các làng Esbeck, Mehle, Sehlde, Sorsum, Wittenburg và Wülfingen.

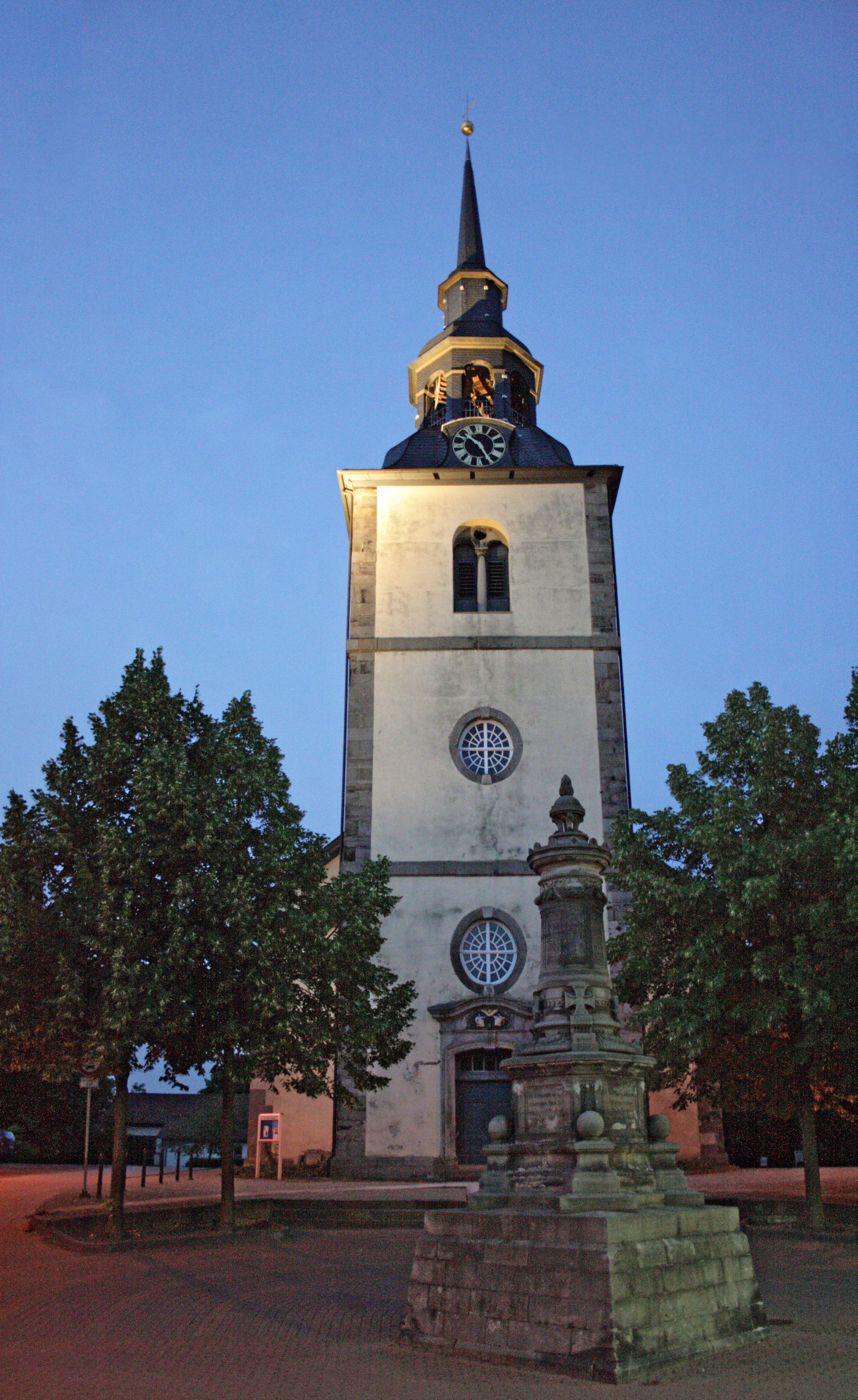
St Peter and Paul

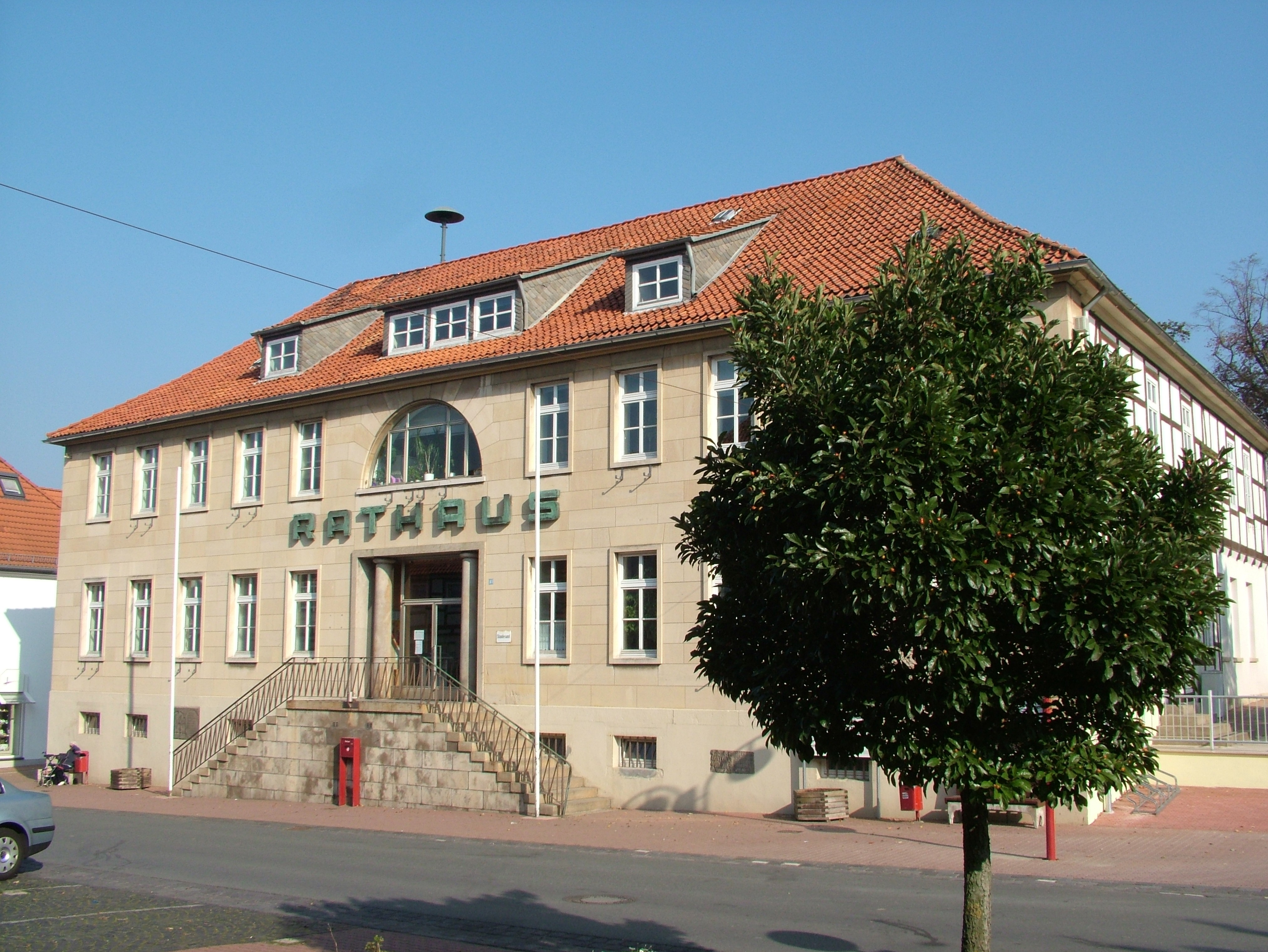
Tòa thị chính

Elze là một trong những khu định cư cổ nhất khu vực, tên gọi có nguồn gốc từ tiếng Latinh: aula caesaris, một toà lâu đài ở Charlemagne được thiết lập năm 800 bởi Saxon sau chiến thắng đối với công tước Widukind trong chiến tranh Sachsen.

## Người địa phương nổi bật
- Philipp Furtwängler, nhà toán học, sinh ngày 21 tháng 4 năm 1869 tại Elze, mất ngày 19/5/1040 tại Viên

## Kết nghĩa
- Écouché, Pháp từ năm 1972